# Verges (Jura)
Verges ist eine französische Gemeinde im Département Jura in der Region Bourgogne-Franche-Comté.

## Geographie
Verges liegt auf 515 m, etwa zehn Kilometer ostsüdöstlich der Stadt Lons-le-Saunier (Luftlinie). Das Haufendorf erstreckt sich im Jura, im Süden des Plateau Lédonien (erstes Juraplateau), am Westfuß der Côte de l’Heute.
Die Fläche des 6,16 km² großen Gemeindegebiets umfasst einen Abschnitt des französischen Juras. Der Hauptteil des Gebietes wird von der Ebene des Plateau Lédonien eingenommen, die durchschnittlich auf 520 m liegt und teils von Acker- und Wiesland, teils von Wald bestanden ist. Das Plateau besitzt keine oberirdischen Fließgewässer, weil das Niederschlagswasser im verkarsteten Untergrund versickert. Nach Osten erstreckt sich das Gemeindeareal über einen relativ steilen Hang bis auf den Kamm der Côte de l’Heute, welcher das Plateau vom östlich gelegenen Ain-Tal trennt. Auf der Krete wird mit 613 m die höchste Erhebung von Verges erreicht. Im Norden reicht der Gemeindeboden bis in die ausgedehnte Waldung des Bois des Chaumois.
Nachbargemeinden von Verges sind Vevy im Westen und Norden, Châtillon im Osten sowie Blye und Publy im Süden.

## Geschichte
Im Mittelalter gehörte Verges zur Baronie von Binans. Zusammen mit der Franche-Comté gelangte das Dorf mit dem Frieden von Nimwegen 1678 an Frankreich.

## Sehenswürdigkeiten
Die Dorfkirche Saint-Michel wurde von 1833 bis 1836 erbaut. Inmitten des Dorfes steht das Schloss mit seinen vier Ecktürmen, das 1562 errichtet und im 18. Jahrhundert restauriert und umgestaltet wurde.

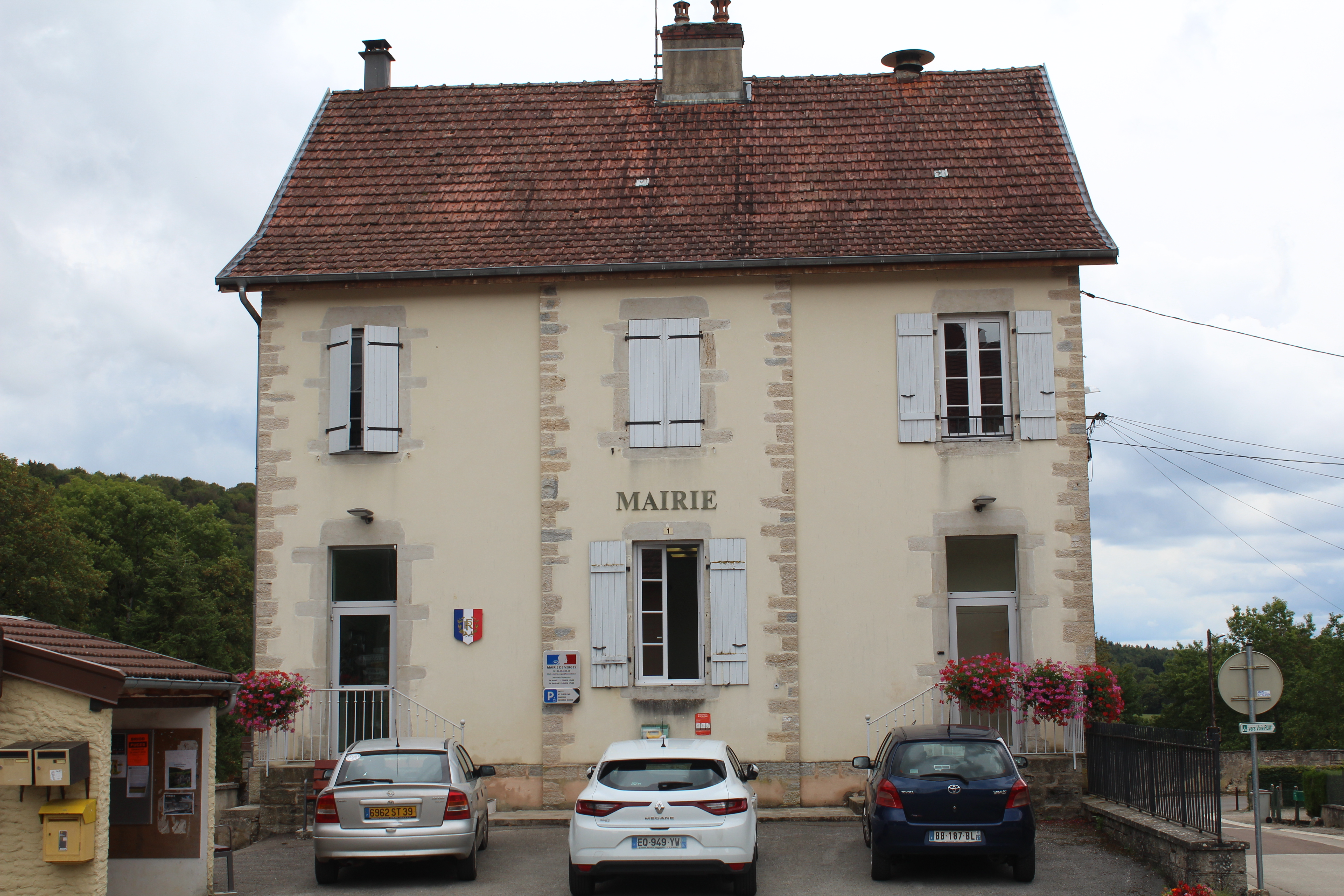
Mairie Verges
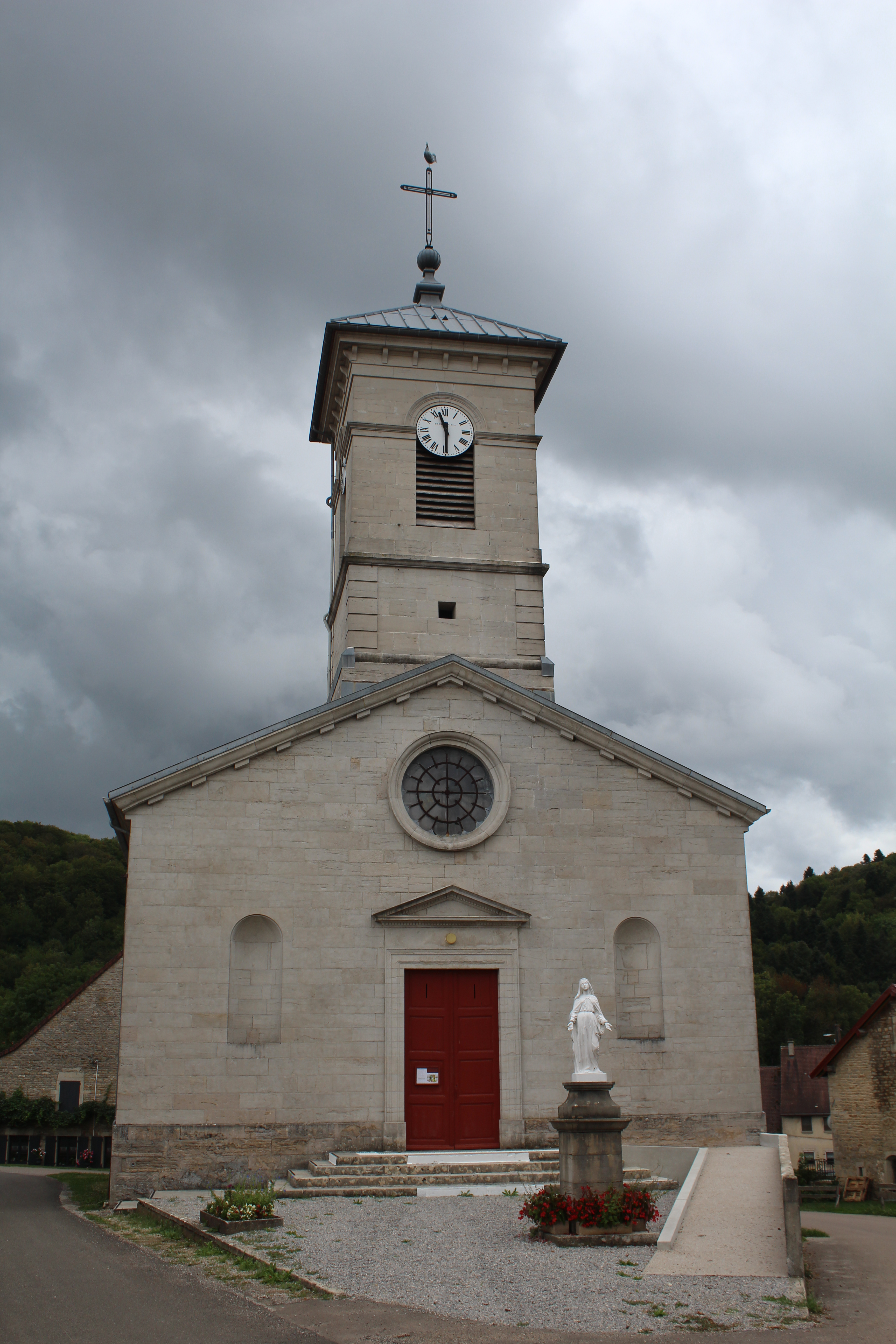
Kirche Saint-Michel

## Bevölkerung
| Jahr                       | 1962 | 1968 | 1975 | 1982 | 1990 | 1999 | 2008 | 2018 |
| Einwohner                  | 98   | 95   | 90   | 134  | 154  | 169  | 172  | 191  |
| Quellen: Cassini und INSEE |      |      |      |      |      |      |      |      |

Mit 197 Einwohnern (Stand 1. Januar 2022) gehört Verges zu den kleinen Gemeinden des Départements Jura. Nachdem die Einwohnerzahl in der ersten Hälfte des 20. Jahrhunderts deutlich abgenommen hatte (1896 wurden noch 214 Personen gezählt), wurde seit Mitte der 1970er Jahre wieder ein leichtes Bevölkerungswachstum verzeichnet.

## Wirtschaft und Infrastruktur
Verges war bis weit ins 20. Jahrhundert hinein ein vorwiegend durch die Landwirtschaft und die Forstwirtschaft geprägtes Dorf. Daneben gibt es heute einige Betriebe des lokalen Kleingewerbes. Mittlerweile hat sich das Dorf auch zu einer Wohngemeinde gewandelt. Viele Erwerbstätige sind Wegpendler, die in den größeren Ortschaften der Umgebung ihrer Arbeit nachgehen.
Die Ortschaft liegt abseits der größeren Durchgangsstraßen. Die Hauptzufahrt erfolgt von Vevy, weitere Straßenverbindungen bestehen mit Châtillon, Publy und Blye.